# Sanat Naft Abadan
Der Sanat Naft Football Club (persisch باشگاه فوتبال صنعت نفت آبادان) ist ein iranischer Fußballverein aus Abadan.

## Geschichte
Der Klub Sanat Naft Abadan (persisch باشگاه فوتبال صنعت نفت آبادان) wurde im Jahr 1972 gegründet. Eigentümer und Hauptsponsor des Vereins ist die Erdölraffinerie der Stadt Abadan (SNAC).
Sanat Naft ist einer der beliebtesten Fußballklubs Irans. Der Verein spielte in den 1970er Jahren einen technisch anspruchsvollen und ansehnlichen Fußball, wobei die technische und taktische Ausrichtung einer brasilianischen Spielweise entsprach. Die Bewunderung für die brasilianische Nationalmannschaft der 1970er Jahre war derartig groß, sodass der Vorstand die Teamfarben an die der Auswahl Brasiliens anpasste: Gelbe Trikots, blaue Hosen und weiße Stutzen. Es dauerte auch nicht lange, bis der Klub den Spitznamen Irans Brasilien (persisch برزیل ایران) erhielt.
Der Klub spielte in den 1970er Jahren durchgehend in der höchsten iranischen Spielklasse, dem Takhte Jamshid Pokal. Sanat Naft gewann zwar keinen nationalen Titel, aber die Mannschaft begeisterte mit ihrer offensiven brasilianischen Spielweise auch gegnerische Fans.
Aufgrund der Islamischen Revolution, des Iran-Irak-Krieges und der massiven Bombardierung der Stadt Abadan schwand das Interesse am Fußball. Sanat Naft siedelte in den 1980er Jahren nach Schiraz um. Kaum war die Mannschaft in der Hauptstadt der Provinz Fars angekommen, so stieg sie im Eiltempo von der dritten Liga in die höchste Spielklasse auf. Nach Ende des Iran-Irak-Krieges kehrte der Klub nach Abadan zurück.
Sanat Naft schaffte in der Saison 2001/2002 den Aufstieg in die IPL, wo er am Ende der Spielzeit 2002/2003 den 13. Tabellenrang belegte und wieder in die zweite Spielklasse, dem Azadegan League, abstieg. Die Mannschaft stieg erst in der Saison 2007/2008 wieder in die IPL auf.
In der abgelaufenen Spielzeit 2007/2008 wurde der Verein Tabellensiebzehnter und stieg wieder ab. Grund für den Abstieg waren die schwachen Ergebnisse unter dem Trainer Ebrahim Ghasempour.
Sanat Naft hat noch keine nationale/internationale Titel gewonnen.

## Bekannte Spieler
- Ebrahim Ghasempour
- Hassan Nazari
- Nouri Khodayari
- Abdolreza Barzegari
- Ali Firoozi
- Abdolhassan Kazemi
- Mojahed Khaziravi
- Behnam Seraj
- Omid Sharifinasab
- Mehdi Hasheminasab
- Mohanned Mehdi Al Nadavi
- Esmail Halali
- Saber Mirghorbani
- Davoud Seyed Abbasi
- Masoud Shojaei
- Amir Hossein Yousefi
- Ahmad Ali Jaber
- Haider Abdul-Qader
- Ilgham Yadullayev
- Leonardo Andre Pimenta Faria
- Marcelo de Souza